# Kerry Anne Wells
Pour les articles homonymes, voir Miss univers.
Kerry Anne Wells, née le 25 septembre 1951 à Perth en Australie, est une styliste et une présentatrice de télévision australienne, également auteur et ancien mannequin, qui fut Miss Univers 1972.
Elle est la première Miss Univers, venant du continent océanien.

## Biographie
Kerry est la cinquième et dernière enfant de la famille Wells. Elle grandit dans une petite ville près de Perth. Ses parents agriculteurs l'encouragent à poursuivre des études de science, mais elle abandonne avant de se lancer dans des études de journalisme, qu'elle abandonnera plus tard, après avoir été repérée par une petite chaine de télé australienne régionale; elle travaille comme présentatrice météo jusqu'en 1971, et participe au concours Miss Australie qu'elle remporte.

## Miss Univers 1972
Le concours de 1972 est le premier à se dérouler en dehors des États-Unis. Cette année-là, il s’est tenu à Dorado, au Porto Rico. Kerry Wells n'a pas été couronnée par sa prédécesseur, Georgina Rizk, qui originaire du Liban, n'a pas pu se rendre au Porto Rico en raison des restrictions imposées par le gouvernement, craignant des attentats terroristes après qu'un groupe de Japonais engagé par des terroristes arabes, a attaqué l'aéroport international de Tel Aviv et a tué vingt-deux touristes portoricains. C'est pour cette raison que Kerry Wells a été couronnée par Miss Univers 1970, Marisol Malaret du Porto Rico.

## Après règne
Après son règne, elle a continué à travailler comme présentatrice de nouvelles en Australie; en parallèle elle travaille dans la mode.
Depuis 2007, Kerry Anne Wells est une créatrice de mode, une écrivaine et une commentatrice à succès, qui s’exprime sur l'image des femmes et sur l’estime de soi. Elle participe à BodyThink, un programme de publicité d'un mode de vie sain conçu pour les écoles australiennes.